# سیارک ۷۳۷۳
سیارک ۷۳۷۳ (به انگلیسی: 7373 Stashis، نامگذاری:1979QX9) هفت هزار و سیصد و هفتاد و سومین سیارک کشف شده‌است که در ۲۷ اوت ۱۹۷۹ کشف شد.
قدر مطلق سیارک برابر ۱۲٫۸۰ است.